# ریزپردازنده R2000
R2000 یک تراشه پردازنده ۳۲ بیتی است که توسط شرکت MIPS Computer Systems ساخته شده که با معماری مجموعه آموزشی (MIPS ISA) بهینه شده است. این محصول در ژانویه ۱۹۸۶ ارائه شد، و این اولین اجرای تجاری معماری MIPS و اولین پردازنده تجاری RISC در دسترس برای همه شرکت‌ها بود. R2000 با مینی کامپیوترهای Digital Equipment Corporation  (DEC) VAX و با ریزپردازنده‌های Motorola68000 و Intel Corporation80386 رقابت می‌کند. کاربران R2000 شامل Ardent Computer, DEC, Silicon Graphics, Northern Telecom و ایستگاه‌های کاری Unix مربوط به MIPS می‌باشد.
مجموعه تراشه‌ها شامل ریزپردازنده R2000، شتاب دهنده نقطه شناور R2010 و چهار تراشه بافر نوشتن R2020 می‌باشد. تراشه هسته R2000 تمام دستورالعمل های غیر شناور را با یک مجرای کوتاه و ساده اجرا می‌کند. این تراشه همچنین کدهای خارجی و حافظه نهان داده ها را که از تراشه های استاندارد SRAM ساخته شده و توسط نمایه سازی مستقیم و با توجه به تأخیر خواندن تک چرخه ای کنترل می‌کند. تراشه R2000 دارای یک بافر کوچک تبدیل برای نگاشت آدرس های حافظه مجازی بود. تراشه R2010 رجیسترهای شناور، مسیرهای داده شناور و مجرای ساده تر را در خود نگه میدارد. نوشتن در حافظه اصلی DRAM ده‌ها چرخه نیاز دارد تا کامل شود. اما تراشه های R2020 در صف قرار دارند و حداکثر ۴ مورد نوشتن در انتظار را برای حافظه اصلی انجام دادند و به هسته R2000 اجازه می‌دهد بدون اینکه خود را متوقف کند، کار کند. در صورت عدم وجود حافظه پنهان، این مجموعه تراشه میزان تکمیل دستورالعمل ها در هر چرخه ALU را حفظ می‌کند. این بسیار سریعتر از ریزپردازنده های غیر RISC کار می کند که برای هر دستورالعمل به چندین دوره نیاز داشتند. در سال ۱۹۸۶ نیز فناوری مشابهی در اولین ریزپردازنده SPARC و اولین ریزپردازنده PA-RISC هیولت پاکارد مشاهده شد.
سرعت کلی با توجه به اندازه حافظه و زمان چرخه حافظه پنهان محدود شده است. در ابتدا مجموعه تراشه R2000 و SRAM فقط به عنوان یک برد مدار کامل برای اطمینان از زمان بندی خوب گذرگاه حافظه پنهان به فروش می‌رسید. در سال ۱۹۸۷، سازندگان سیستم شروع به استفاده از مجموعه تراشه ها در طرح های دلخواه جدید برد کردند.
R2000 در گریدهای ۸٫۳، ۱۲٫۵ و ۱۵ مگاهرتز در دسترس بود. قالب شامل ۱۱۰٬۰۰۰ ترانزیستور با مساحت ۸۰ میلی متر مربع در فرایند CMOS دوگانه فلزی ۲٫۰ میکرومتر بود. MIPS یک شرکت تولید کننده نیمه هادی بود، یعنی آنها توانایی ساخت مدارهای مجتمع را نداشتند. این مجموعه تراشه در ابتدا توسط Mier, Sierra Semiconductor و Toshiba ساخته شد. در دسامبر ۱۹۸۷، MIPS به LSI Logic,  Integrated Device Technology و Performance Semiconductor این مجوز را داد تا R2000 را نیز تولید و به بازار عرضه کند. Sierra  و Toshiba به کار خود برای ریخته گری نیز ادامه دادند.
LSI این تراشه را در فرایند CMOS دوگانه فلزی ۲٫۰ میکرومتری ساخت و آن را با نام LR2000 به بازار عرضه کرد. Performance Semiconductor تراشه را در فرایند CMOS دوگانه فلزی PACE-I 0.8 μm ساخت و با عنوان PR2000 به بازار عرضه کرد.
در سال ۱۹۸۸، یک نسخه بهبود یافته R2000A معرفی شد، که از آیسیون های R2000A و R2010A تشکیل شده بود. این نسخه در فرکانس های ۱۲٫۵ و ۱۶٫۶۷ مگاهرتز کار می‌کرد، و در برنامه های تعبیه شده مانند کنترل کننده های چاپگر بسیار مورد استفاده قرار گرفته است.
در سال ۱۹۸۸، پس از R2000، R3000 با استفاده از یک طراحی کلی مشابه سیستمی اما با اجرای سریعتر در تراشه ارائه شد.